# 二龙回族乡
二龙回族乡是中华人民共和国安徽省滁州市定远县下辖的一个民族乡，是滁州市唯一的民族乡。辖区面积为41.4平方千米，总人口15016人（2007年），其中回族人口为11442人，占总人口的76.2%。二龙乡下辖二龙农科、岗正、谭村、高庄、中汤、双河、三苏、小岗八个村委会。乡集镇面积2.1平方千米，人口4000多人。地处江淮分水岭，属典型的丘陵地带，容易遭受旱涝自然灾害。

## 历史
明朝初期时蓝玉的家族聚居于此而称为蓝府城，后因蓝玉案，回族将军王瑛驻军于此。王姓回民随之逐渐增多，称王回岗。1940年2月，新四军二师政委谭震林到此察看战争地形，看到此处地形像“二龙戏珠”，将王回岗改称“二龙”。1949年建乡，1961年成立公社。1966年改名为回清公社，1982年被省政府批准为全省第一个民族乡。

## 行政区划
二龙回族乡下辖以下村级行政区划单位：
岗镇村、中汤村、三苏村、小岗村和红卫村。

## 经济
二龙乡以前以花生种植为主，现在是以水稻种植为主，还有一些蔬菜种植 二龙回族乡现状。

## 景区
- 虞姬墓（又称嗟虞墩），位于乡东北三公里处。
- 凉国公府遗址，即明朝初期大将军蓝玉的故居，位于乡北大街。